# کتاب ماهی
کتاب ماهی (انگلیسی: The Book of Fish; کره‌ای: 자산어보) یک فیلم تاریخی سیاه‌وسفید محصول سال ۲۰۲۱ کره جنوبی به کارگردانی لی جون ایک است. این فیلم با بازی سول کیونگ-گو و بیون یو-هان، داستان یک محقق تبعیدی و یک ماهیگیر را روایت می‌کند. کتاب ماهی در ۳۱ مارس ۲۰۲۱ توسط سینما مگاباکس منتشر شد.
بر اساس داده‌های شورای فیلم کره، این فیلم با فروش ۲٫۷۰ میلیون دلاری و ۳۴۲۵۴۰ بلیط فروخته شده، در رتبه چهاردهم پرفروش‌ترین فیلم‌های کره‌ای اکران شده در سال ۲۰۲۱ در کره جنوبی قرار دارد (تا تاریخ ۱۱ دسامبر 2021).

## خلاصه داستان
فیلم کتاب ماهی (The Book of Fish) یک فیلم تاریخی سیاه و سفید است که در سال ۱۸۰۱ در دوران سلسله چوسان می‌گذرد. داستان دربارهٔ یک محقق چوسانی به نام جونگ یاک جون (Jeong Yak-jeon) (با بازی سول کیونگ گو) است که در دوره سلطنت پادشاه سانجو از چوسان، در جریان آزار و اذیت کاتولیک‌ها به جزیره هئوکسان تبعید شد. در آنجا او یک دائرة المعارف ماهی به نام «جاسانئوبو» نوشت. در فیلم، یک شخصیت خیالی به اسم چانگ دائه (با بازی بیون یو هان) نیز معرفی می‌شود. او یک ماهیگیر جوان، محافظه کار و مشتاق یادگیری است.

## بازیگران
- سول کیونگ-گو در نقش جونگ یاک جون
- بیون یو-هان در نقش جانگ چانگ ده
- لی جونگ-اون در نقش زنی از گاگو
- مین دو-هی در نقش بوک ره
- چا سون به در نقش پونگ هون
- کانگ کی یونگ در نقش لی کانگ هی
- دونگ بانگ وو در نقش دادرس ناجو
- جونگ جین یونگ در نقش پادشاه جونگ‌جو
- کیم یی سونگ در نقش جانگ
- بانگ اون جین در نقش مادر چانگ ده
- ریو سونگ ریونگ در نقش جونگ یاک یونگ
- جو وو-جین در نقش بیول جانگ[۶]
- چوی وون-یونگ در نقش جونگ یاک جونگ
- یون کیونگ-هو در نقش مون سون دوک
- جو سونگ یون در نقش یی بیوک

## تولید
فیلم کتاب ماهی یک فیلم سیاه و سفید است، که به گذشتهٔ کرهٔ جنوبی اشاره می‌کند.
فیلمبرداری
فیلمبرداری این فیلم، در تاریخ ۱۵ نوامبر ۲۰۱۹ به پایان رسید.

## انتشار
فیلم در تاریخ ۳۱ مارس ۲۰۲۱ توسط شرکت Megabox به صورت سینمایی اکران شد.
فیلم کتاب ماهی به بیستمین جشنواره فیلم آسیایی در نیویورک دعوت شد. این فیلم در بخش «برگزیدگان» جشنواره دو هفته ای فیلم نیویورک که از ۶ تا ۲۲ اوت ۲۰۲۱ در نیویورک برگزار شد،به نمایش درآمد و در سینماهای لینکلن سنتر و SVA Theatre روی پرده رفت. فیلم کتاب ماهی همچنین در بخش «سینمای امروز کره - بخش پانورامای» بیست و ششمین جشنواره بین‌المللی فیلم بوسان انتخاب شد و در اکتبر ۲۰۲۱ در این جشنواره به نمایش درآمد. فیلم همچنین در تاریخ ۲۳ اکتبر ۲۰۲۱ در دهمین جشنواره فیلم کره ای فرانکفورت به نمایش درآمد. در تاریخ ۶ می ۲۰۲۲، فیلم کتاب ماهی در جشنواره بین‌المللی فیلم زیستگاه (HIFF) در مرکز زیستگاه دهلی نو به نمایش درآمد.
در سال ۲۰۲۲، فیلم کتاب ماهی به عنوان یکی از فیلم‌های نمایشگاه ویژه «بازیگر، سول کیونگ گو» در بیست و ششمین جشنواره بین‌المللی فیلم‌های فانتزی بوچئون برای تجلیل از بازیگر سول کیونگ گو انتخاب شد.
در سال ۲۰۲۲، فیلم کتاب ماهی به عنوان یکی از فیلم‌های نمایشگاه ویژه «بازیگر، سول کیونگ گو» در بیست و ششمین جشنواره بین‌المللی فیلم‌های فانتزی بوچئون برای تجلیل از بازیگر سول کیونگ گو انتخاب شد.

## انتقادات دریافتی

### باکس آفیس (گیشه)
فیلم در تاریخ ۳۱ مارس ۲۰۲۱، در ۱۲۵۰ سالن سینما اکران شد. این فیلم در دومین هفته اکران خود با فروش ۵۴۰۰۰ بلیت در آخر هفته، در جایگاه اول باکس آفیس کره جنوبی قرار گرفت و مجموع فروش بلیت خود را به ۲۵۵۰۰۰ نفر رساند. بر اساس داده‌های شورای فیلم کره، فیلم کتاب ماهی در بین تمام فیلم‌های کره ای منتشر شده در سال ۲۰۲۱ در رتبه ۱۴ قرار دارد، با فروش ناخالص ۲٫۷۱ میلیون دلار آمریکا و ۳۴۲۵۴۰ بلیط فروخته شده، تا تاریخ ۱۱ دسامبر 2021.
- «سیستم اطلاعات گیشه فیلم کره (KOBIS) توسط بنیاد فیلم کره (KOFIC) مدیریت می‌شود.»

### نظرات انتقادی
با توجه به وب‌سایت بازبینی جمعی کره ای‌ها (Naver Movie Database)، این فیلم دارای امتیاز تأیید ۹٫۱۱ از سوی مخاطبان است.
کیم بورام، منتقد فیلم کره‌ای یونهاپ، در نقد خود بر فیلم «کتاب ماهی» می‌نویسد که این فیلم به دلیل لحن غیرجدی‌اش، توجه بینندگان را زنده نگه می‌دارد. او بر این باور بود که مناظر زیبای جزیره هیوکساندا تماشای آن را لذت‌بخش کرده‌است. او اجرای سول کیونگ گو در نقش یک محقق روشنفکر و بیون یوهان در نقش چانگ دای، یک ماهیگیر جوان اما محافظه کار را ستایش کرد. در پایان نقد، بورام گفت: «سینماتوگرافی سیاه و سفید باعث می‌شود فیلم مانند یک نقاشی جوهر دودمان چوسان به نظر برسد، … و بینندگان حتی حس می‌کنند که رنگ در این اثر محرک و مبتنی بر اجرا واقعاً مهم نیست.»

## جوایز و نامزدی‌ها
| سال  | جوایز                                     | عنوان                    | دریافت کننده         | نتیجه      | منبع                 |
| ---- | ----------------------------------------- | ------------------------ | -------------------- | ---------- | -------------------- |
| ۲۰۲۱ | پنجاه و هفتمین دوره جوایز هنری بکسانگ     | جایزه اصلی               | لی جون ایک           | برنده      | [ ۱۸ ]               |
| ۲۰۲۱ | پنجاه و هفتمین دوره جوایز هنری بکسانگ     | بهترین فیلم              | کتاب ماهی            | نامزد شده  | [ ۱۹ ] [ ۲۰ ]        |
| ۲۰۲۱ | پنجاه و هفتمین دوره جوایز هنری بکسانگ     | بهترین کارگردانی         | لی جون ایک           | نامزد شده  | [ ۱۹ ] [ ۲۰ ]        |
| ۲۰۲۱ | پنجاه و هفتمین دوره جوایز هنری بکسانگ     | بهترین بازیگر            | بیون یو-هان          | نامزد شده  | [ ۱۹ ] [ ۲۰ ]        |
| ۲۰۲۱ | پنجاه و هفتمین دوره جوایز هنری بکسانگ     | بهترین بازیگر            | سول کیونگ-گو         | نامزد شده  | [ ۱۹ ] [ ۲۰ ]        |
| ۲۰۲۱ | پنجاه و هفتمین دوره جوایز هنری بکسانگ     | بهترین فیلمنامه          | کیم سی گیوم          | نامزد شده  | [ ۱۹ ] [ ۲۰ ]        |
| ۲۰۲۱ | پنجاه و هفتمین دوره جوایز هنری بکسانگ     | بهترین فیلمبرداری        | لی ایوی تائه         | نامزد شده  | [ ۱۹ ] [ ۲۰ ]        |
| ۲۰۲۱ | جوایز فیلم‌های هنری چونسا ۲۰۲۱             | بهترین کارگردانی         | لی جون ایک           | نامزده شده | [ ۲۱ ]               |
| ۲۰۲۱ | جوایز فیلم‌های هنری چونسا ۲۰۲۱             | بهترین بازیگر            | سول کیونگ-گو         | نامزد شده  | [ ۲۱ ]               |
| ۲۰۲۱ | جوایز فیلم‌های هنری چونسا ۲۰۲۱             | بهترین فیلمنامه          | کیم سه گیوم          | نامزد شده  | [ ۲۱ ]               |
| ۲۰۲۱ | سی امین جشنواره فیلم بویل                 | بهترین فیلم              | کتاب ماهی            | نامزد شده  | [ ۲۲ ] [ ۲۳ ]        |
| ۲۰۲۱ | سی امین جشنواره فیلم بویل                 | بهترین کارگردانی         | لی جون ایک           | برنده      | [ ۲۲ ] [ ۲۳ ]        |
| ۲۰۲۱ | سی امین جشنواره فیلم بویل                 | بهترین بازیگر            | بیون یو-هان          | نامزد شده  | [ ۲۲ ] [ ۲۳ ]        |
| ۲۰۲۱ | سی امین جشنواره فیلم بویل                 | بهترین بازیگر            | سول کیونگ گو         | نامزد شده  | [ ۲۲ ] [ ۲۳ ]        |
| ۲۰۲۱ | سی امین جشنواره فیلم بویل                 | بهترین بازیگر نقش مکمل   | لی جونگ-اون          | نامزد شده  | [ ۲۲ ] [ ۲۳ ]        |
| ۲۰۲۱ | سی امین جشنواره فیلم بویل                 | بهترین فیلمنامه          | کیم سه گیوم          | نامزد شده  | [ ۲۲ ] [ ۲۳ ]        |
| ۲۰۲۱ | سی امین جشنواره فیلم بویل                 | جایزه بهترین فیلمبرداری  | لی ایوی تائه         | نامزد شده  | [ ۲۲ ] [ ۲۳ ]        |
| ۲۰۲۱ | سی امین جشنواره فیلم بویل                 | بهترین جایزه هنری/فنی    | لی جائه سونگ         | نامزد شده  | [ ۲۲ ] [ ۲۳ ]        |
| ۲۰۲۱ | پانزدهمین جشنواره فیلم آسیایی             | بهترین فیلم              | کتاب ماهی            | نامزد شده  | [ ۲۴ ]               |
| ۲۰۲۱ | پانزدهمین جشنواره فیلم آسیایی             | بهترین کارگردانی         | لی جون ایک           | نامزد شده  | [ ۲۴ ]               |
| ۲۰۲۱ | پانزدهمین جشنواره فیلم آسیایی             | بهترین طراحی لباس        | شیم هیون سئوب        | نامزد شده  | [ ۲۴ ]               |
| ۲۰۲۱ | پانزدهمین جشنواره فیلم آسیایی             | بهترین کارگردان هنری     | لی جائه سونگ         | نامزد شده  | [ ۲۴ ]               |
| ۲۰۲۱ | چهل و دومین جشنواره فیلم اژدهای آبی       | بهترین فیلم              | کتاب ماهی            | نامزد شده  | [ ۲۵ ] [ ۲۶ ] [ ۲۷ ] |
| ۲۰۲۱ | چهل و دومین جشنواره فیلم اژدهای آبی       | بهترین کارگردانی         | لی جون ایک           | نامزد شده  | [ ۲۵ ] [ ۲۶ ] [ ۲۷ ] |
| ۲۰۲۱ | چهل و دومین جشنواره فیلم اژدهای آبی       | بهترین بازیگر            | بیون یو-هان          | نامزد شده  | [ ۲۵ ] [ ۲۶ ] [ ۲۷ ] |
| ۲۰۲۱ | چهل و دومین جشنواره فیلم اژدهای آبی       | بهترین بازیگر            | سول کیونگ-گو         | برنده      | [ ۲۵ ] [ ۲۶ ] [ ۲۷ ] |
| ۲۰۲۱ | چهل و دومین جشنواره فیلم اژدهای آبی       | بهترین فیلمنامه          | کیم سه گیوم          | برنده      | [ ۲۵ ] [ ۲۶ ] [ ۲۷ ] |
| ۲۰۲۱ | چهل و دومین جشنواره فیلم اژدهای آبی       | بهترین فیلمبرداری        | لی ایوی تائه         | برنده      | [ ۲۵ ] [ ۲۶ ] [ ۲۷ ] |
| ۲۰۲۱ | چهل و دومین جشنواره فیلم اژدهای آبی       | بهترین ادیت              | کیم جئونگ هون        | برنده      | [ ۲۵ ] [ ۲۶ ] [ ۲۷ ] |
| ۲۰۲۱ | چهل و دومین جشنواره فیلم اژدهای آبی       | بهترین موزیک             | بانگ جون سوک         | برنده      | [ ۲۵ ] [ ۲۶ ] [ ۲۷ ] |
| ۲۰۲۱ | چهل و دومین جشنواره فیلم اژدهای آبی       | جایزه فنی                | شیم هیون سئوب (لباس) | نامزد شده  | [ ۲۵ ] [ ۲۶ ] [ ۲۷ ] |
| ۲۰۲۱ | چهل و دومین جشنواره فیلم اژدهای آبی       | بهترین کارگردان هنری     | لی جائه سونگ         | نامزد شده  | [ ۲۵ ] [ ۲۶ ] [ ۲۷ ] |
| ۲۰۲۱ | جوایز انجمن منتقدان فیلم کره              | بهترین فیلم              | کتاب ماهی            | برنده      | [ ۲۸ ]               |
| ۲۰۲۱ | جوایز انجمن منتقدان فیلم کره              | بهترین بازیگر            | سول کیونگ-گو         | برنده      | [ ۲۸ ]               |
| ۲۰۲۱ | جوایز انجمن منتقدان فیلم کره              | بهترین فیلمنامه          | کیم سه گیوم          | برنده      | [ ۲۸ ]               |
| ۲۰۲۱ | جوایز انجمن منتقدان فیلم کره              | جایزه فیپرشی             | لی جون ایک           | برنده      | [ ۲۸ ]               |
| ۲۰۲۱ | چهل و یکمین جشنواره جوایز فیمبرداری طلایی | بهترین بازیگر            | سول کیونگ-گو         | برنده      | [ ۲۹ ] [ ۳۰ ]        |
| ۲۰۲۱ | چهل و یکمین جشنواره جوایز فیمبرداری طلایی | بهترین فیلم              | کتاب ماهی            | برنده      | [ ۲۹ ] [ ۳۰ ]        |
| ۲۰۲۱ | چهل و یکمین جشنواره جوایز فیمبرداری طلایی | بهترین کارگردانی         | لی جون ایک           | برنده      | [ ۲۹ ] [ ۳۰ ]        |
| ۲۰۲۱ | چهل و یکمین جشنواره جوایز فیمبرداری طلایی | بهترین فیلمبرداری        | لی ایوی تائه         | برنده      | [ ۲۹ ] [ ۳۰ ]        |
| ۲۰۲۱ | چهل و یکمین جشنواره جوایز فیمبرداری طلایی | بهترین بازیگر زن تازه‌کار | مین دو هی            | برنده      | [ ۲۹ ] [ ۳۰ ]        |
| ۲۰۲۱ | هشتمین جوایز انجمن نویسندگان فیلم کره     | بهترین کارگردانی         | لی جون ایک           | برنده      | [ ۳۱ ]               |
| ۲۰۲۱ | هشتمین جوایز انجمن نویسندگان فیلم کره     | بهترین بازیگر            | سول کیونگ-گو         | برنده      | [ ۳۱ ]               |
| ۲۰۲۱ | هشتمین جوایز انجمن نویسندگان فیلم کره     | بهترین موزیک             | بانگ جون سوک         | برنده      | [ ۳۱ ]               |
| ۲۰۲۱ | جایزه‌های منتقدان فیلم بوسان               | بهترین بازیگر            | بیون یو-هان          | برنده      | [ ۳۲ ]               |
| ۲۰۲۲ | جوایز کات های کارگردانی                   | بهترین کارگردانی         | لی جون ایک           | برنده      | [ ۳۳ ]               |
| ۲۰۲۲ | جوایز کات های کارگردانی                   | بهترین فیلمنامه نویسی    | کیم سه گیوم          | برنده      | [ ۳۳ ]               |